# Stefan Lainer
Stefan Lainer (Seekirchen am Wallersee, 27 augustus 1992) is een Oostenrijks voetballer die doorgaans speelt als rechtsback. In juni 2025 verruilde hij Borussia Mönchengladbach voor Red Bull Salzburg. Lainer maakte in 2017 zijn debuut in het Oostenrijks voetbalelftal. Hij is de zoon van oud-voetballer Leo Lainer.

## Clubcarrière
Lainer speelde in de jeugd van SV Seekirchen en kwam in 2006 terecht in de jeugdopleiding van Red Bull Salzburg. Die club verhuurde hem in de zomer van 2011 aan SV Grödig. Na zijn terugkeer kwam hij bij het reserveteam van Red Bull terecht, FC Liefering. Na twee seizoenen in dat team verkaste Lainer definitief uit Salzburg. SV Ried werd zijn nieuwe werkgever. Na één seizoen, waarin hij alle vierendertig competitiewedstrijden speelde als basisspeler, haalde Red Bull hem terug. Voor een bedrag van tweehonderdduizend euro maakte Lainer de overstap terug naar Salzburg, waar hij voor drie seizoenen tekende. Zijn debuut in het eerste elftal van Red Bull maakte hij op 8 augustus 2015, toen met 2–2 gelijkgespeeld werd tegen Admira Wacker. Lainer mocht in dit duel van coach Peter Zeidler in de basis beginnen en hij speelde het gehele duel mee. Zijn verbintenis werd in mei 2017 met vier seizoenen verlengd tot medio 2022.
In de zomer van 2019 verkaste Lainer voor circa twaalf miljoen euro naar Borussia Mönchengladbach, waar hij een contract ondertekende tot medio 2024. Tijdens zijn eerste twee seizoenen speelde hij telkens meer dan dertig competitieduels per jaargang, maar dit aantal nam later wat af. In de zomer van 2023 werd bij Lainer lymfeklierkanker geconstateerd, waardoor hij maandenlang behandelingen moest ondergaan. De behandelingen sloegen aan en in november van datzelfde jaar werd hij door de artsen hersteld verklaard. Eind januari 2024 maakte de vleugelverdediger weer zijn rentree in het eerste elftal van Mönchengladbach. Tijdens de tweede helft van het seizoen 2023/24 speelde Lainer nog vijftien competitiewedstrijden en in de zomer werd zijn aflopende verbintenis opengebroken en met twee seizoenen verlengd tot medio 2026.
Red Bull Salzburg haalde hem in juni 2025 hem terug naar Oostenrijk. De club kon hem transfervrij overnemen en gaf hem een contract voor twee seizoenen.

## Clubstatistieken
| Seizoen | Club                     | Competitie   | Competitie | Competitie | Beker | Beker | Internationaal | Internationaal | Totaal | Totaal |
| Seizoen | Club                     | Competitie   | Wed.       | Dlp.       | Wed.  | Dlp.  | Wed.           | Dlp.           | Wed.   | Dlp.   |
| ------- | ------------------------ | ------------ | ---------- | ---------- | ----- | ----- | -------------- | -------------- | ------ | ------ |
| 2011/12 | SV Grödig                | Erste Liga   | 23         | 3          | 3     | 0     | —              | —              | 26     | 3      |
| 2012/13 | FC Liefering             | Regionalliga | 28         | 2          | 2     | 0     | —              | —              | 30     | 2      |
| 2013/14 | FC Liefering             | Erste Liga   | 34         | 1          | 0     | 0     | —              | —              | 34     | 1      |
| 2014/15 | SV Ried                  | Bundesliga   | 34         | 1          | 2     | 0     | —              | —              | 36     | 1      |
| 2015/16 | Red Bull Salzburg        | Bundesliga   | 21         | 1          | 4     | 1     | 3              | 0              | 28     | 2      |
| 2016/17 | Red Bull Salzburg        | Bundesliga   | 31         | 6          | 5     | 2     | 9              | 0              | 45     | 8      |
| 2017/18 | Red Bull Salzburg        | Bundesliga   | 33         | 1          | 4     | 0     | 18             | 1              | 55     | 2      |
| 2018/19 | Red Bull Salzburg        | Bundesliga   | 25         | 1          | 4     | 0     | 14             | 0              | 43     | 1      |
| 2019/20 | Borussia Mönchengladbach | Bundesliga   | 31         | 1          | 2     | 0     | 6              | 0              | 39     | 1      |
| 2020/21 | Borussia Mönchengladbach | Bundesliga   | 33         | 2          | 4     | 0     | 8              | 0              | 45     | 2      |
| 2021/22 | Borussia Mönchengladbach | Bundesliga   | 21         | 1          | 2     | 0     | —              | —              | 23     | 1      |
| 2022/23 | Borussia Mönchengladbach | Bundesliga   | 17         | 0          | 1     | 0     | —              | —              | 18     | 0      |
| 2023/24 | Borussia Mönchengladbach | Bundesliga   | 15         | 0          | 1     | 0     | —              | —              | 16     | 0      |
| 2024/25 | Borussia Mönchengladbach | Bundesliga   | 21         | 1          | 1     | 0     | —              | —              | 22     | 1      |
| 2024/25 | Red Bull Salzburg        | Bundesliga   | 0          | 0          | 0     | 0     | 0              | 0              | 0      | 0      |
| Totaal  | Totaal                   | Totaal       | 367        | 21         | 35    | 3     | 58             | 1              | 459    | 25     |

Bijgewerkt op 11 juni 2025.

## Interlandcarrière
Lainer maakte op 28 maart 2017 zijn debuut in het Oostenrijks voetbalelftal, toen in een oefeninterland met 1–1 gelijkgespeeld werd tegen Finland. De doelpunten werden gemaakt door Marko Arnautović en Fredrik Jensen. Lainer moest van bondscoach Marcel Koller als wisselspeler aan het duel beginnen. In de rust viel de verdediger in voor Markus Suttner. De andere debutant dit duel was Florian Grillitsch (Werder Bremen). Lainer maakte op 16 november 2019 zijn eerste interlanddoelpunt. Hij bracht Oostenrijk toen op 2–0 in een met 2–1 gewonnen kwalificatiewedstrijd voor het EK 2020 tegen Noord-Macedonië.
Lainer werd in mei 2021 door bondscoach Franco Foda opgenomen in de selectie van Oostenrijk voor het uitgestelde EK 2020. Tijdens het EK werd Oostenrijk uitgeschakeld in de achtste finales door Italië (2–1). In de groepsfase had het gewonnen van Noord-Macedonië (3–1) en Oekraïne (0–1) en verloren van Nederland (2–0). Lainer speelde in alle vier wedstrijden mee. Zijn toenmalige teamgenoten Yann Sommer, Nico Elvedi, Denis Zakaria, Breel Embolo (allen Zwitserland), Valentino Lazaro (eveneens Oostenrijk), Marcus Thuram (Frankrijk), Matthias Ginter, Jonas Hofmann en Florian Neuhaus (allen Duitsland) waren ook actief op het toernooi.
In mei 2024 werd Lainer door bondscoach Ralf Rangnick opgenomen in de voorselectie van Oostenrijk voor het EK 2024 in Duitsland. Voor de definitieve selectie was hij echter een van de drie afvallers.
| Interlands van Stefan Lainer voor Oostenrijk | Interlands van Stefan Lainer voor Oostenrijk | Interlands van Stefan Lainer voor Oostenrijk | Interlands van Stefan Lainer voor Oostenrijk | Interlands van Stefan Lainer voor Oostenrijk | Interlands van Stefan Lainer voor Oostenrijk | Interlands van Stefan Lainer voor Oostenrijk |
| №                                            | Datum                                        | Wedstrijd                                    | Uitslag                                      | Competitie                                   | Goals                                        |                                              |
| Als speler bij Red Bull Salzburg             | Als speler bij Red Bull Salzburg             | Als speler bij Red Bull Salzburg             | Als speler bij Red Bull Salzburg             | Als speler bij Red Bull Salzburg             | Als speler bij Red Bull Salzburg             | Als speler bij Red Bull Salzburg             |
| -------------------------------------------- | -------------------------------------------- | -------------------------------------------- | -------------------------------------------- | -------------------------------------------- | -------------------------------------------- | -------------------------------------------- |
| 1                                            | 23 maart 2017                                | Oostenrijk – Finland                         | 1 – 1                                        | Vriendschappelijk                            |                                              |                                              |
| 2                                            | 11 juni 2017                                 | Ierland – Oostenrijk                         | 1 – 1                                        | WK 2018 kwalificatie                         |                                              |                                              |
| 3                                            | 2 september 2017                             | Wales – Oostenrijk                           | 1 – 0                                        | WK 2018 kwalificatie                         |                                              |                                              |
| 4                                            | 23 maart 2018                                | Oostenrijk – Slovenië                        | 3 – 0                                        | Vriendschappelijk                            |                                              |                                              |
| 5                                            | 30 mei 2018                                  | Oostenrijk – Rusland                         | 1 – 0                                        | Vriendschappelijk                            |                                              |                                              |
| 6                                            | 2 juni 2018                                  | Oostenrijk – Duitsland                       | 2 – 1                                        | Vriendschappelijk                            |                                              |                                              |
| 7                                            | 10 juni 2018                                 | Oostenrijk – Brazilië                        | 0 – 3                                        | Vriendschappelijk                            |                                              |                                              |
| 8                                            | 6 september 2018                             | Oostenrijk – Zweden                          | 2 – 0                                        | Vriendschappelijk                            |                                              |                                              |
| 9                                            | 11 september 2018                            | Bosnië en Herzegovina – Oostenrijk           | 1 – 0                                        | Vriendschappelijk                            |                                              |                                              |
| 10                                           | 12 oktober 2018                              | Oostenrijk – Noord-Ierland                   | 1 – 0                                        | Vriendschappelijk                            |                                              |                                              |
| 11                                           | 15 november 2018                             | Oostenrijk – Bosnië en Herzegovina           | 0 – 0                                        | Vriendschappelijk                            |                                              |                                              |
| 12                                           | 18 november 2018                             | Noord-Ierland – Oostenrijk                   | 1 – 2                                        | Vriendschappelijk                            |                                              |                                              |
| 13                                           | 21 maart 2019                                | Oostenrijk – Polen                           | 0 – 1                                        | EK 2020 kwalificatie                         |                                              |                                              |
| 14                                           | 7 juni 2019                                  | Oostenrijk – Slovenië                        | 1 – 0                                        | EK 2020 kwalificatie                         |                                              |                                              |
| 15                                           | 10 juni 2019                                 | Noord-Macedonië – Oostenrijk                 | 1 – 4                                        | EK 2020 kwalificatie                         |                                              |                                              |
| Als speler bij Borussia Mönchengladbach      |                                              |                                              |                                              |                                              |                                              |                                              |
| 16                                           | 6 september 2019                             | Oostenrijk – Letland                         | 6 – 0                                        | EK 2020 kwalificatie                         |                                              |                                              |
| 17                                           | 9 september 2019                             | Polen – Oostenrijk                           | 0 – 0                                        | EK 2020 kwalificatie                         |                                              |                                              |
| 18                                           | 16 november 2019                             | Oostenrijk – Noord-Macedonië                 | 2 – 1                                        | EK 2020 kwalificatie                         | 48'                                          |                                              |
| 19                                           | 4 september 2020                             | Noorwegen – Oostenrijk                       | 1 – 2                                        | Nations League 2020/21                       |                                              |                                              |
| 20                                           | 7 september 2020                             | Oostenrijk – Roemenië                        | 2 – 3                                        | Nations League 2020/21                       |                                              |                                              |
| 21                                           | 7 oktober 2020                               | Oostenrijk – Griekenland                     | 2 – 1                                        | Vriendschappelijk                            |                                              |                                              |
| 22                                           | 11 oktober 2020                              | Noord-Ierland – Oostenrijk                   | 0 – 1                                        | Nations League 2020/21                       |                                              |                                              |
| 23                                           | 14 oktober 2020                              | Roemenië – Oostenrijk                        | 0 – 1                                        | Nations League 2020/21                       |                                              |                                              |
| 24                                           | 15 november 2020                             | Oostenrijk – Noord-Ierland                   | 2 – 1                                        | Nations League 2020/21                       |                                              |                                              |
| 25                                           | 18 november 2020                             | Oostenrijk – Noorwegen                       | 1 – 1                                        | Nations League 2020/21                       |                                              |                                              |
| 26                                           | 25 maart 2021                                | Schotland – Oostenrijk                       | 2 – 2                                        | WK 2022 kwalificatie                         |                                              |                                              |
| 27                                           | 28 maart 2021                                | Oostenrijk – Faeröer                         | 3 – 1                                        | WK 2022 kwalificatie                         |                                              |                                              |
| 28                                           | 31 maart 2021                                | Oostenrijk – Denemarken                      | 0 – 4                                        | WK 2022 kwalificatie                         |                                              |                                              |
| 29                                           | 2 juni 2021                                  | Engeland – Oostenrijk                        | 1 – 0                                        | Vriendschappelijk                            |                                              |                                              |
| 30                                           | 13 juni 2021                                 | Oostenrijk – Noord-Macedonië                 | 3 – 1                                        | EK 2020                                      | 18'                                          |                                              |
| 31                                           | 17 juni 2021                                 | Nederland – Oostenrijk                       | 2 – 0                                        | EK 2020                                      |                                              |                                              |
| 32                                           | 21 juni 2021                                 | Oekraïne – Oostenrijk                        | 0 – 1                                        | EK 2020                                      |                                              |                                              |
| 33                                           | 26 juni 2021                                 | Italië – Oostenrijk                          | 2 – 1                                        | EK 2020                                      |                                              |                                              |
| 34                                           | 24 maart 2022                                | Wales – Oostenrijk                           | 2 – 1                                        | WK 2022 kwalificatie                         |                                              |                                              |
| 35                                           | 3 juni 2022                                  | Kroatië – Oostenrijk                         | 0 – 3                                        | Nations League 2022/23                       |                                              |                                              |
| 36                                           | 10 juni 2022                                 | Oostenrijk – Frankrijk                       | 1 – 1                                        | Nations League 2022/23                       |                                              |                                              |
| 37                                           | 13 juni 2022                                 | Denemarken – Oostenrijk                      | 2 – 0                                        | Nations League 2022/23                       |                                              |                                              |
| 38                                           | 25 september 2022                            | Oostenrijk – Kroatië                         | 1 – 3                                        | Nations League 2022/23                       |                                              |                                              |
| 39                                           | 23 maart 2024                                | Slowakije – Oostenrijk                       | 0 – 2                                        | Vriendschappelijk                            |                                              |                                              |

Bijgewerkt op 11 juni 2025.

## Erelijst
| Bundesliga | 4 | 2015/16, 2016/17, 2017/18, 2018/19 |
| ÖFB-Cup    | 3 | 2015/16, 2016/17, 2018/19          |